# Ólga Vasdéki
Ólga Vasdéki (en grec moderne : Όλγα Βασδέκη), née le 26 septembre 1973 à Vólos,  est une athlète grecque spécialiste du triple saut.

## Carrière
En 1998, elle remporte le titre des Championnats d'Europe de Budapest avec la marque de 14,55 m, devant la Tchèque Šárka Kašpárková et la Bulgare Tereza Marinova. Elle devient la deuxième athlète féminine grecque titrée dans cette compétition après Ánna Veroúli en 1982. Vainqueur de la Coupe du monde des nations 1998, elle monte sur la troisième marche du podium des Championnats du monde 1999 (14,61 m) où elle s'incline face à sa compatriote Paraskeví Tsiamíta (14,88 m) et la Cubaine Yamilé Aldama (14,61 m).
Elle participe à trois Jeux olympiques consécutifs et se classe 5e en 1996, 7e en 2000 et 11e en 2004.

## Palmarès
| Date | Compétition                    | Lieu         | Place |
| ---- | ------------------------------ | ------------ | ----- |
| 1996 | Championnats d'Europe en salle | Stockholm    | 3e    |
| 1996 | Jeux olympiques                | Atlanta      | 5e    |
| 1997 | Championnats du monde          | Athènes      | 4e    |
| 1997 | Jeux méditerranéens            | Bari         | 1re   |
| 1998 | Championnats d'Europe en salle | Valence      | 3e    |
| 1998 | Championnats d'Europe          | Budapest     | 1re   |
| 1998 | Coupe du monde des nations     | Johannesburg | 1re   |
| 1999 | Championnats du monde          | Séville      | 3e    |
| 2000 | Jeux olympiques                | Sydney       | 7e    |
| 2003 | Championnats du monde          | Paris        | 12e   |
| 2004 | Jeux olympiques                | Athènes      | 11e   |

## Records personnels
- Triple saut : 14,67 m en plein air (1999) et 14,51 m en salle (1999)
- Saut en longueur : 6,51 m en plein air (1999) et 6,60 m en salle (1998)